# Jan Pietraszko
Jan Pietraszko, né le 7 août 1911 à Buczkowice et mort le 2 mars 1988 à Cracovie, est un prêtre catholique polonais, aumônier des jeunes puis évêque auxiliaire de Cracovie.  
Il est reconnu vénérable en 2018.

## Biographie

### Famille, formation
Jan Pietraszko est né le 7 août 1911 à Buczkowice, dans une famille de petits agriculteurs. Il est orphelin de mère à trois ans ; son père se remarie avec une de ses belles-sœurs, dont il aura sept nouveaux enfants. Après avoir terminé son lycée en 1931, Jan entre au séminaire de Cracovie et commence des études de théologie à l'université Jagellonne.

### Prêtre
Le 5 avril 1936, il est ordonné prêtre pour le diocèse de Cracovie, par le cardinal Adam Stefan Sapieha. Après avoir servi de secrétaire à celui-ci, il est nommé curé de Rabka en 1939. Il voit et subit les atrocités de la guerre ; il est retenu en otage par la Gestapo durant plusieurs jours. Au cours de ses nombreux ministères en paroisse, il développe le scoutisme et organise des camps pour les jeunes. En 1948, il est nommé curé de la paroisse universitaire Sainte-Anne de Cracovie. Là il se dépense beaucoup pour les jeunes, notamment ceux en difficultés, qui ont tout perdu pendant la guerre. L'aumônerie qu'il crée et développe sur le campus a un grand succès. Il organise la Jeunesse Chrétienne. 
Jan Pietraszko devient un directeur spirituel recherché. Il ramène de nombreuses personnes à la pratique religieuse et apporte beaucoup de soutien moral et matériel, autant qu'il le peut, aux plus nécessiteux.

### Évêque
À la demande de Mgr Karol Wojtyla, il est nommé par le pape Jean XXIII, évêque auxiliaire de Cracovie, le 23 novembre 1962. Il reçoit la consécration épiscopale le 15 avril 1963 par le cardinal Stefan Wyszyński. Il participe à la troisième et à la quatrième session du concile Vatican II, et s'y implique avec enthousiasme. Il travaille beaucoup dans les travaux préparatoires sur la liturgie et l'apostolat. D'ailleurs il fut un précurseur de Vatican II, car avant même le concile il innove un apostolat nouveau pour les jeunes, et il est partisan de célébrer la messe face aux fidèles, pour une meilleure participation des laïcs. 
En plus de ces responsabilités, il est chargé de l'architecture sacrée, et doit mener de nombreuses batailles pour faire élever de nouvelles églises, malgré la politique athéiste du régime communiste. Les archives d'État révéleront qu'il était étroitement surveillé par les services secrets. Jusqu'en 1984, il combine son ministère d'évêque auxiliaire avec celui de curé de la paroisse Sainte-Anne de Cracovie. Il passe beaucoup de temps au confessionnal et apporte beaucoup de soin à ses prédications, pour lesquelles il devient célèbre.

### Décès
Il meurt le 2 mars 1988 à la clinique neurologique de Cracovie. Il est enterré dans la collégiale Sainte-Anne, dans le transept gauche. Jean-Paul II dira de luiqu'il a créé « une pastorale universitaire moderne » et que « Dieu lui a donné une sagesse particulière, le don de comprendre la Parole de Dieu, le don de simplicité et de profondeur dans sa transmission ».

## Cause en béatification
La cause pour sa béatification est ouverte le 18 mars 1994 à Cracovie. L'enquête diocésaine se clôture en 2001, puis est envoyée à Rome pour y être étudiée par la Congrégation pour les causes des saints. 
Le pape François reconnaît l'héroïcité de ses vertus le 21 décembre 2018, il est ainsi reconnu vénérable.